# Luis Manuel Blanco
Luis Manuel Blanco (Buenos Aires, Argentina, 13 de diciembre de 1953) es un exfutbolista y entrenador de fútbol de origen argentino.
Debutó en primera división contra Club de Gimnasia y Esgrima La Plata, y luego es vendido al Club Atlético Boca Juniors para fortalecer su carrera como jugador y empezar a transitar por diversos equipos de países como Argentina, Bolivia o Canadá. Tras su retirada como futbolista en 1990 comienza su carrera como entrenador, que le ha llevado por diversos equipos de América, Europa y Asia.

## Carrera

### Como jugador
| Club                   | País           | Año       |
| ---------------------- | -------------- | --------- |
| Lanús                  | Argentina      | 1972      |
| Boca Juniors           | Argentina      | 1973-1974 |
| Oriente Petrolero      | Bolivia        | 1975-1976 |
| Jorge Wilstermann      | Bolivia        | 1977      |
| Toronto Metros-Croatia | Canadá         | 1978-1979 |
| Chicago Sting          | Estados Unidos | 1979-1980 |
| Tigre                  | Argentina      | 1980-1981 |
| Jorge Wilstermann      | Bolivia        | 1981-1990 |

### Como entrenador
| Club                         | País       | Año       |
| ---------------------------- | ---------- | --------- |
| Cobras de Ciudad Juárez      | México     | 1991-1992 |
| Platense                     | Argentina  | 1994-1996 |
| Tiburones Rojos de Veracruz  | México     | 1997-1998 |
| Belgrano                     | Argentina  | 1998      |
| Deportivo Español            | Argentina  | 1999      |
| Independiente Rivadavia      | Argentina  | 2000-2001 |
| Godoy Cruz                   | Argentina  | 2002      |
| Gimnasia de Jujuy            | Argentina  | 2003      |
| Jorge Wilstermann            | Bolivia    | 2004      |
| Huracán de Tres Arroyos      | Argentina  | 2005      |
| Cartaginés                   | Costa Rica | 2006      |
| Atlético San Martín          | Argentina  | 2006      |
| Luján de Cuyo                | Argentina  | 2007      |
| Cartaginés                   | Costa Rica | 2008      |
| Los Andes                    | Argentina  | 2009      |
| Dinamo Tirana                | Albania    | 2010      |
| Selección de China Sub-20    | China      | 2012      |
| 3 de Febrero                 | Paraguay   | 2011-2012 |
| Selección de Indonesia       | Indonesia  | 2013      |
| Flandria                     | Argentina  | 2013      |
| China Capacitación Académica | China      | 2015      |
| Atlético Boxing Club         | Argentina  | 2016-2017 |
| Mons Calpe                   | Gibraltar  | 2018-2020 |
| College 1975                 | Gibraltar  | 2023-Act. |